# Otoyol 20
Pour les articles homonymes, voir O20.
L'autoroute O20 désigne le périphérique d'Ankara en Turquie. Il permet de désengorger la circulation dans la capitale.